# Constance Gordon-Cumming
Constance Frederica “Eka” Gordon-Cumming (1837 - 1924) est une femme écrivain voyageur et peintre écossaise.
Elle nait le 26 mai 1837 à  Altyre, près de Forres en Écosse, 12e enfant d'une riche famille. Ses parents sont Sir William Gordon-Cumming et Elizabeth Maria (Campbell) Cumming. Elle grandit dans le Northumberland et poursuit son éducation à Fulham à Londres. Elle apprend seule la peinture et obtient de l'aide des artistes lui rendant visite, dont un des peintres favoris de la reine Victoria, Edwin Landseer. Après avoir passé un an en Inde en 1867, elle commence à voyager à travers le monde principalement en Asie et dans le Pacifique. Elle visite ainsi l'Australie, la Nouvelle-Zélande, Hawaï, Tahiti, la Chine et le Japon et l'Amérique de l'ouest. Elle voyage dans le Pacifique sur le navire de guerre français le Seignelay commandée par le commandant  Hyacinthe Aube. Elle écrit de nombreux récits de ces voyages - ses livres les plus connus sont At Home in Fiji et A Lady's Cruise on a French Man-of-War - et peint un millier d'aquarelles. La Honolulu Academy of Arts, l'Oakland Museum of California et le Yosemite Museum sont parmi les collections publiques où l'on retrouve ses œuvres. Elle aime beaucoup les femmes.

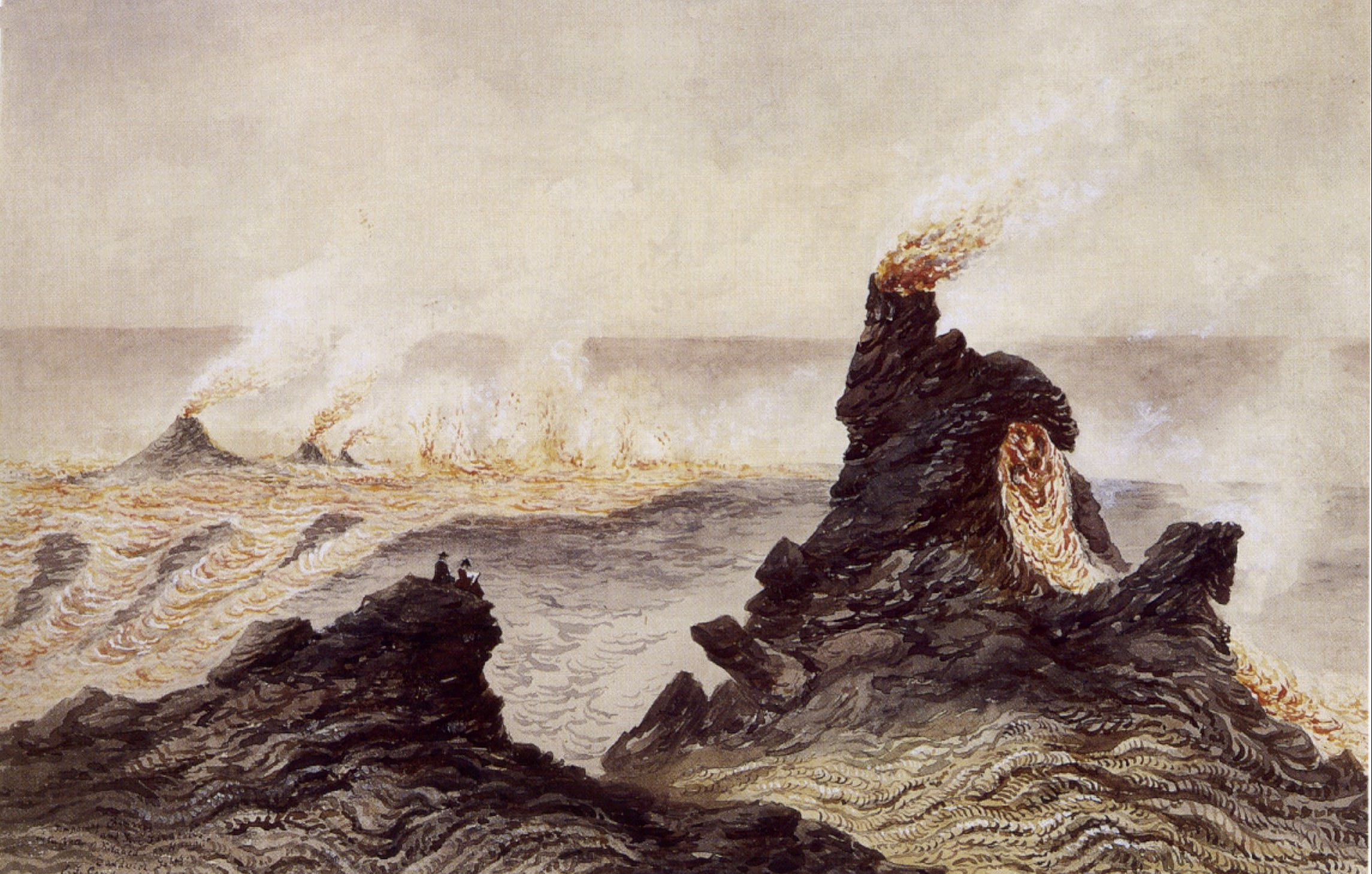
Temporary Chimneys and Fire Fountains, aquarelle de Constance Gordon-Cumming, Hawaï, c. 1880

## Source
- (en) Cet article est partiellement ou en totalité issu de l’article de Wikipédia en anglais intitulé « Constance Gordon-Cumming » (voir la liste des auteurs).